# Oldendorf (Landkreis Stade)
Oldendorf (plattdeutsch Olendörp) ist eine Gemeinde im Landkreis Stade in Niedersachsen und Mitglied der Samtgemeinde Oldendorf-Himmelpforten. Neben dem gleichnamigen Hauptort gehören auch die Ortslagen Kaken, Timmerlade, Sunde, Weißenmoor und Siedlung Oldendorf zur Gemeinde.

## Geschichte
Der Name Oldendorfs entstammt dem Plattdeutschen und bedeutete Altes Dorf.
Im August 1959 wütete ein großer Moor- und Heidebrand im Hohen Moor in der Nähe des Oldendorfer Sees, der erst nach vier Wochen gelöscht werden konnte.
Im Herbst 2009 wurden im Bereich des alten Friedhofs Skelette aus 54 Gräbern geborgen. Die Erhaltungsbedingungen für die Knochen waren äußerst schlecht. Aus der langen Belegungszeit des Friedhofs haben sich nur die Bestattungen der obersten Gräberschicht aus dem 18./19. Jahrhundert und die Skelette der in den anstehenden Boden eingetieften mittelalterlichen Gräber aus dem 10./11. Jahrhundert erhalten. Die Auswertung der Ergebnisse erfolgte getrennt nach den zeitlichen Horizonten. Für die frühe Neuzeit ließ sich ein repräsentativer Bevölkerungsausschnitt belegen, für das Mittelalter dagegen lediglich ein zufälliger Teil der Einwohnerschaft. Die höchsten Sterberaten in der frühen Neuzeit lagen im Kleinkindalter und bei den Erwachsenen. Die Kindersterblichkeit war mit 50 % äußerst hoch. An den Gebissen von 77 % aller erwachsenen Individuen zeigten sich Kariesdefekte, wobei deutliche Unterschiede zwischen den Epochen vorlagen. In der frühen Neuzeit war die Kariesbelastung insgesamt erheblich höher, was eine kohlehydratreichere, pflanzliche Ernährung vermuten lässt. Bei drei Kindern lag wahrscheinlich chronischer Vitamin-C-Mangel vor. Auffallend war die hohe Belastung durch Erkrankungen der oberen Atemwege der in der Frühneuzeit bestatteten. Mindestens jede zweite Person war an chronischer Nasenentzündung und Kieferhöhlenentzündung erkrankt. Das stimmt mit historischen Überlieferungen überein, die von einer starken Rauchentwicklung in den Wohnhäusern durch die offenen Herde berichten. Am Schädel einer Frau im fortgeschrittenen Alter fanden sich Anzeichen der seltenen Hand-Schüller-Christian-Krankheit.

## Politik

### Gemeinderat
Der Gemeinderat, der am 12. September 2021 gewählt wurde, setzt sich wie folgt zusammen:
- CDU 5 Sitze
- WG Oldendorf 7 Sitze
- Bürger für Umwelt und Soziales 3 Sitze

(Stand: Kommunalwahl am 12. September 2021)
Amtierender Bürgermeister ist Johann Schlichtmann (Wählergemeinschaft).

### Wappen und Flagge
Das Wappen wurde am 27. September 1982 vom Gemeinderat beschlossen und am 30. Dezember 1982 vom Landkreis Stade genehmigt.
Blasonierung: „Gespalten und hinten geteilt; vorne in Grün ein goldenes durchgehendes Kreuz, hinten oben in Gold ein schwarzer linkssehender Adler mit roter Bewehrung, hinten unten in Schwarz ein goldener wachsender linksgewendeter Löwe mit roter Bewehrung.“
Das Kreuz steht für die Sankt-Martinskirche, die bereits im 11. Jahrhundert als Reichspfarr- und Taufkirche dem Kirchspiel Oldendorf eine zentrale Bedeutung gab und heute noch gibt. Das Grün symbolisiert die überwiegende landwirtschaftliche Struktur der Gemeinde. Der Adler und der Löwe sind dem Wappen des durch die Könige Christian von Schweden im Jahre 1651 und Karl X. Gustav von Schweden im Jahre 1653 geadelten und nobilitierten Daniel von Arentsschild entlehnt, der seit 1642 in Oldendorf seinen Stammsitz hatte und nach seinem Tode im Jahre 1670 in der Kirche St. Martin zu Oldendorf beigesetzt wurde.
Die Flagge der Gemeinde ist Gelb - Grün gestreift mit aufgelegtem Gemeindewappen.

## Kultur und Sehenswürdigkeiten

### Bauwerke

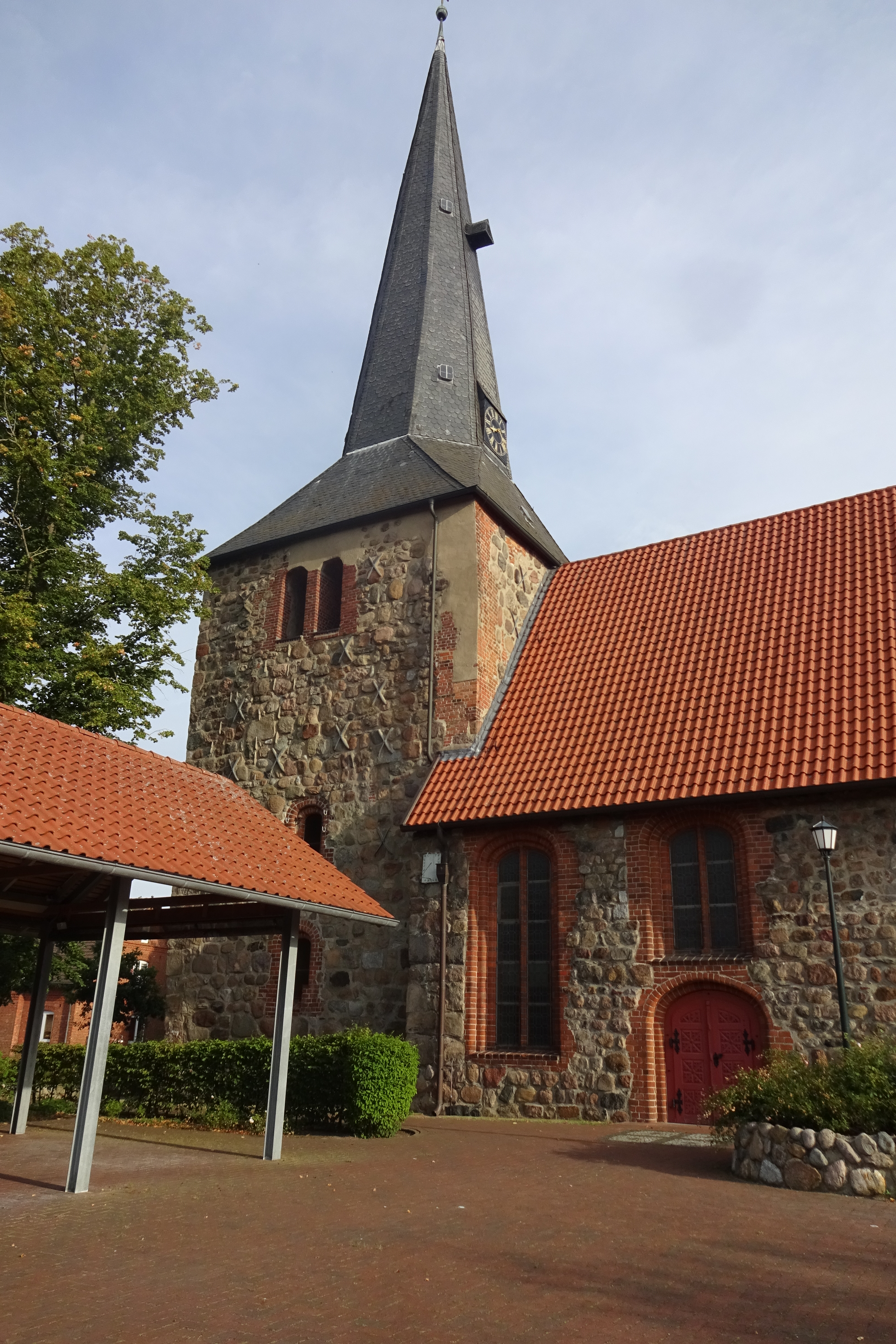
Kirche in Oldendorf

Oldendorf hat eine 800 Jahre alte Feldstein-Kirche, die Sankt-Martinskirche, deren Kirchturm eine Höhe von 36 m hat.

### Regelmäßige Veranstaltungen
Der Verein für Kultur- und Heimatpflege Oldendorf und Umgebung e. V. von 2001 (kurz Kultur- & Heimatverein Oldendorf) ist Ausrichter mehrerer regelmäßiger Kulturveranstaltungen, die nicht nur Besucher aus Oldendorf, sondern aus der ganzen Samtgemeinde anziehen:
- Kunstmarkt: jährlich am vierten Sonntag im Februar im Forum der Oberschule Oldendorf
- Rosenfest: jährlich am dritten Sonntag im Juni im Brunkhorst'schen Hus
- Kultursommer: jährlich an vier Freitagen von Ende Juni bis Ende August auf dem Vorplatz der Kirche St. Martin

- Bauernmarkt: jährlich am dritten Sonntag im September im Brunkhorst'schen Hus
- Kino: immer am 2. Freitag der Monate Oktober bis April im Brunkhorst'schen Hus

Außerdem werden in unregelmäßigen Abständen Lesungen, Konzerte sowie Bouleturniere auf der örtlichen Boulebahn veranstaltet.
Am ersten Wochenende im Juli findet das Schützenfest statt. Ausrichter ist die Schützengilde Oldendorf von 1924 e.V. Amtierende Würdenträger sind (Stand 2019):
- Schützenkönig: Michael Tiedemann
- Schützenkönigin: Nadine Heinsohn
- Jungschützenkönig: Christian Martens
- Jungschützenkönigin: Sina von Borstel
- Kinderkönig: Jan Delventhal
- Kinderkönigin: Victoria Herl

## Wirtschaft und Infrastruktur

### Verkehr
Oldendorf hat über die L 114 sowohl Anschluss an die Bundesstraße B 73 in Himmelpforten, die nach Stade und Hamburg führt, wie auch an die B 74 in Elm, die nach Bremervörde weiterführt. Langfristig ist der Bau der Autobahn A 20 an Oldendorf vorbei geplant.

### Öffentliche Einrichtungen
In Oldendorf ist eine Außenstelle der Samtgemeindeverwaltung ansässig.

### Bildung
Das Schulzentrum Oldendorf umfasst Grund-, Haupt- und Realschule sowie einen Kindergarten. Das direkt neben der Schule liegende Rudolf-Pöpke-Sportzentrum wird von der Schule und vom TuS Oldendorf genutzt.